# Stichopathes
Stichopathes är ett släkte av koralldjur. Stichopathes ingår i familjen Antipathidae.

## Dottertaxa tillStichopathes, i alfabetisk ordning[1]
- Stichopathes abyssicola
- Stichopathes aggregata
- Stichopathes alcocki
- Stichopathes bispinosa
- Stichopathes bournei
- Stichopathes ceylonensis
- Stichopathes contorta
- Stichopathes dissimilis
- Stichopathes echinulata
- Stichopathes euoplos
- Stichopathes eustropha
- Stichopathes filiformis
- Stichopathes flagellum
- Stichopathes gracilis
- Stichopathes indica
- Stichopathes japonica
- Stichopathes longispina
- Stichopathes lütkeni
- Stichopathes maldivensis
- Stichopathes occidentalis
- Stichopathes papillosa
- Stichopathes paucispina
- Stichopathes pourtalesi
- Stichopathes regularis
- Stichopathes richardi
- Stichopathes robusta
- Stichopathes saccula
- Stichopathes semiglabra
- Stichopathes setacea
- Stichopathes seychellensis
- Stichopathes solorensis
- Stichopathes spiessi
- Stichopathes spinosa
- Stichopathes variabilis